# Psoralen
Psoralen, furanokumaryna – heterocykliczny organiczny związek chemiczny z grupy laktonów, furanowa pochodna kumaryny.
Jest to naturalny związek występujący w wielu roślinach, np. w lubczyku ogrodowym (Levisticum officinale), rucie zwyczajnej (Ruta graveolens), dyptamie jesionolistnym (Dictamnus albus) i selerze. Środek stosowany w fotochemioterapii jako fotouczulacz w leczeniu łuszczycy.